# Good Night Good Morning
Good Night, Good Morning är en indisk romantisk independent-film i regi och produktion av Sudhish Kamath. Filmen handlar om att den gammeldags romantiken fortfarande existerar i det moderna teknologiska världen.  I huvudrollerna ses Seema Rahmani, Manu Narayan och Vasanth Santosham. Filmen hade premiär 2010 och har sedan dess visats på ett flertal filmfestivaler.

## Skådespelare
- Manu Narayan som Turiya
- Seema Rahmani som Moira
- Vasanth Santosham som Hussain
- Raja Sen som J. C.

## Filmfestivaler
Filmen har visats vid Mumbai Film Festival (MAMI) 2010, South Asian International Film Festival 2010, Goa Film Alliance-IFFI 2010, Chennai International Film Festival 2010, Habitat Film Festival 2011, Transilvania International Film Festival 2011 (Cluj, Romania) samt Noordelijk Film Festival 2011 (Nederländerna).